# یانوش وارگا
یانوش وارگا ((به مجاری: János Varga)؛ زادهٔ ۲۱ اکتبر ۱۹۳۹ –  درگذشتهٔ ٢٩ دسامبر ٢٠٢٢) کشتی‌گیر اهل مجارستان بود.
وی در بازی‌های المپیک تابستانی ۱۹۶۸ در خروس‌وزن کشتی فرنگی به مدال طلا دست یافت.